# Iraeta
Iraeta es un barrio de la localidad guipuzcoana de Cestona en el País Vasco, España.
Censo 2009: 189 habitantes.

## Patrimonio histórico-artístico
Data documentado desde el siglo XIV. Toma su nombre de la casa feudal de la familia Iraeta, no conservada en la actualidad.
El Señor de Iraeta fue uno de los Parientes Mayores que intervino en la Guerra de Banderizos sufriendo el castigo del rey que desmochó las casas-torre de estos. Desde ahí controlaba un vado que debió existir en el río Urola.  Igual castigo sufrió, pudiéndose ver en la actualidad, la casa familiar de Ignacio de Loyola en Azpeitia, (Guipúzcoa) cuya parte superior se reconstruyó posteriormente.
Se sitúa sobre la llanura formada por uno de los últimos meandros del río Urola. Al ser terrenos de aluvión son de gran fertilidad habiéndose utilizado para agricultura y ganadería tradicionalmente. El paseo por esta avenida, conocida popularmente como sabea, hasta el río Urola es de una belleza incomparable por la gran riqueza ecológica del terreno, pudiéndose observar un mosaico de pequeñas huertas y establos a ambos lados del terreno. Los márgenes del Urola conservan vegetación autóctona, la aliseda (alisos, fresnos) a pesar de algunas repoblaciones recientes.
En la actualidad se sitúan en esta zona nuevas construcciones residenciales, además de varias empresas y pabellones industriales. Es tradicional la factura de cementos con materiales descargados en la lonja de Bedúa. Esta actividad ha tenido continuación desde la desaparecida ferrería hidráulica perteneciente al Señor de Iraeta (productora en origen de la hojadelata más famosa del reino y, posteriormente, de cementos), con empresas dedicadas a la elaboración de bloques prefabricados de hormigón hasta la actualidad.
Es digna de reseñar la calle franqueada por una doble hilera de antiguos caseríos adosados, de fachadas homogéneas y tejado único, corrido sobre todas ellas, resultando un conjunto único y atípico en el ámbito guipuzcoano. Los ocupaban inicialmente los ferrones de la desaparecida ferrería y en la actualidad los descendientes de los renteros del Señor de Iraeta. Casi todos ellos poseían la huerta en la parte posterior.
El comienzo de la calle está presidido por la ermita de Santa Inés del siglo XVII (festividad el 21 de enero), a la que tradicionalmente se reza para evitar los malos sueños y pesadillas. Es curioso que en su origen la ermita se dedicaba a san Juan, pero tras el fallecimiento de la hija del Señor de Iraeta llamada Inés, cambió de advocación.
Frente a la ermita se encuentra la casa Granero donde los renteros pagaban sus alquileres. Tras él, al otro lado del río, está el palacio del Señor de Iraeta (Nagusikua). Se encuentra semiescondido entre la maleza en estado totalmente ruinoso. Los últimos habitantes de esta casa fueron los familiares del pelotari Chiquito de Iraeta. En esta casa se rodó la película Fuego eterno (1985), con Imanol Arias, Ángela Molina y Ovidi Montllor, entre otros y dirigida por José Ángel Rebolledo Archivado el 3 de febrero de 2012 en Wayback Machine..
A la cabeza de la calle está la Casa Errota, hoy restaurante, que fue molino en la antigüedad. El nombre euskérico metonímico de Errota proviene de la rueda del molino que molía el grano y que daba nombre a toda la construcción.
Pasando el puente a mano izquierda está en lamentable estado de conservación el lavadero donde acudían las mujeres a hacer la colada hasta bien entrada la mitad del siglo XX. Se puede visitar e imaginar las charlas de las etxekoandres (señoras de la casa) mientras enjabonaban la ropa.
Un poco más adelante del lavadero, a la izquierda, nace un paseo peatonal que llega hasta el Balneario de Zestoa. Se transita, sin ninguna dificultad, por las vías del desaparecido ferrocarril del Urola siguiendo el cauce del citado río. Merece la pena recorrer los túneles, el frescor y la frondosa vegetación que lo enmarca.
La afición al tren y el recuerdo del citado ferrocarril del Urola, ha llevado a un grupo de maquetistas a construir el primer recorrido fijo de trenes de cinco pulgadas de Guipúzcoa.
En la actualidad, el pastelero de Iraeta ha creado un dulce que se ha hecho típico en la zona de Cestona. Se trata de las Estalactitas, inspiradas en la existentes en la cueva de Ekain. Se trata de un pequeño dulce compuesto de almendra, clara de huevo y azúcar. No contiene gluten.

## Personaje ilustre
Francisco Larrañaga Albizu, más conocido por el sobrenombre de “Chiquito de Iraeta” (n. Cestona, 24 de septiembre de 1913), pelotari. En la actualidad su apodo suele ser transcrito más habitualmente como Txikito de Iraeta. Chiquito solía entrenar en un frontón construido para la ocasión por Modesto Etxeberria, tío del pelotari y pionero de la industria de prefabricados de hormigón en la zona. Este frontón utilizaba la trasera de la Casa Errota (actual restaurante) propiedad de la familia Etxeberria y se mantuvo, aunque sin uso, hasta los años 80 del siglo pasado, cediendo protagonismo al actual situado junto a la ermita.